# Richard Wahle (Politiker)
Richard Wahle (* 1816 in Dresden; † 12. Januar 1876 ebenda) war ein deutscher Politiker. Er war Gerichts- und Regierungsrat sowie Mitglied des Sächsischen Landtags.

## Leben und Wirken
Er war Sohn des Rittergutsbesitzers Christian Friedrich Wahle auf dem Rittergut Lauske und schlug eine juristische Verwaltungslaufbahn ein, an deren Ende er am 18. Mai 1843 an der Juristischen Fakultät der Universität Leipzig zum Dr. jur. promovierte. Er war einige Zeit am Justizamt in Dresden tätig, bevor er von 1851 bis 1856 Justitiar des Gerichtsamts Limbach und 1856/58 Gerichtsrat am Bezirksgericht in Budissin wurde. Nach seiner Versetzung zur Kreisdirektion Zwickau zog die Familie 1862 in die westsächsische Stadt um. Später erfolgte sein Ruf als Regierungsrat nach Dresden. 
Von 1851 bis 1859 war er für den Wahlbezirk Oberlausitz Mitglied des Sächsischen Landtages. 

## Familie
Er war verheiratet mit Anna, geb. von Schroeter. Der Rechtswissenschaftler Georg Heinrich Wahle (1854–1934) ist ihr gemeinsamer Sohn.